# Houghton (East Riding of Yorkshire)
Houghton – osada w Anglii, w hrabstwie East Riding of Yorkshire. Leży 24 km na północny zachód od miasta Hull i 262 km na północ od Londynu.